# Kirche zum heiligen Kreuz (Gliwice)

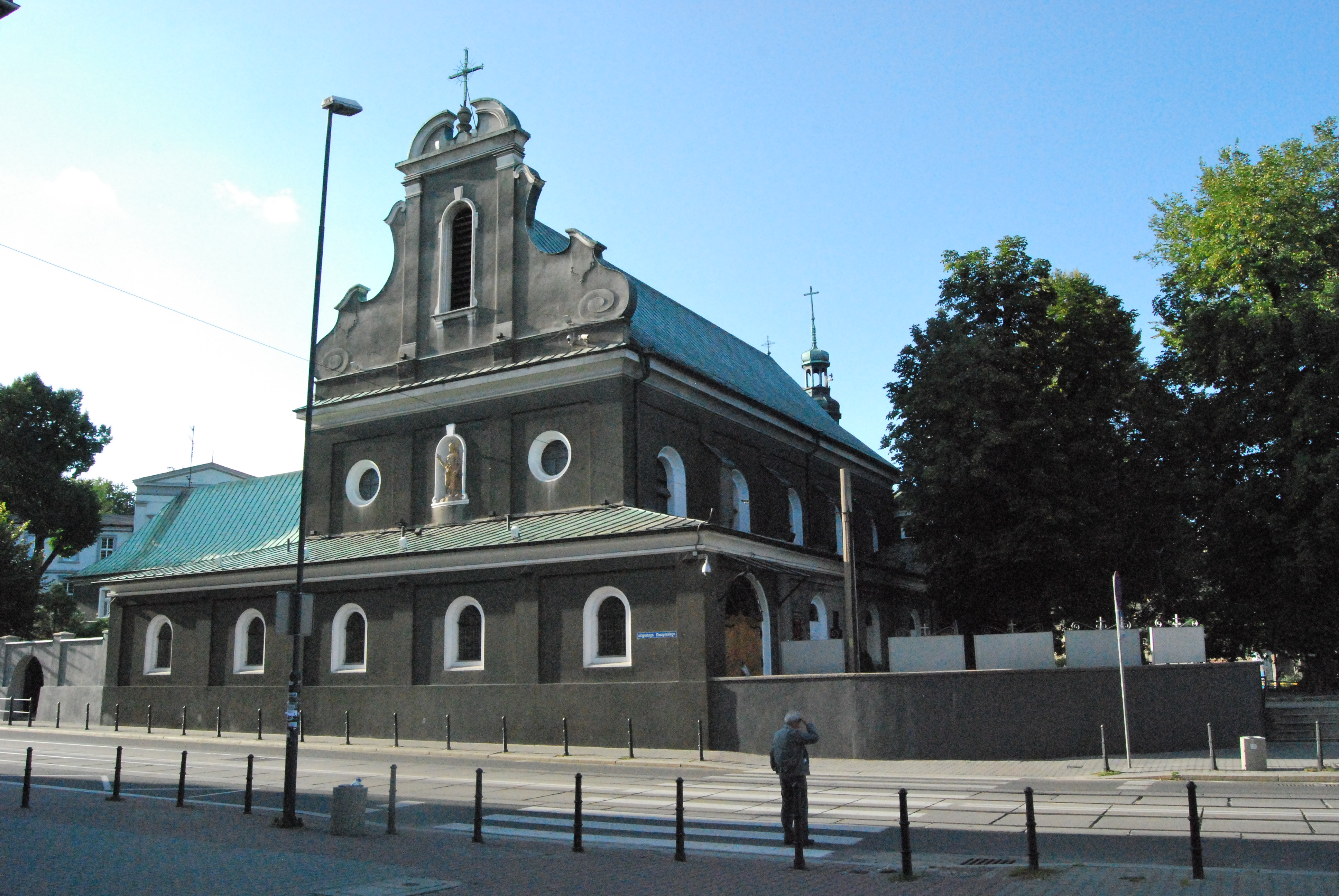
Südseite der Kirche zum Heiligen Kreuz

Die Kirche zum Heiligen Kreuz (kurz auch Heilig-Kreuz-Kirche oder Kreuzkirche) befindet sich an den Straßen Daszynski und Kozielska (Coseler Straße) in der Innenstadt von Gliwice (Gleiwitz). Sie wurde früher auch Gymnasialkirche genannt. An die Westseite der römisch-katholischen Kirche ist ein Redemptoristenkloster mit Innenhof angegliedert.

## Geschichte

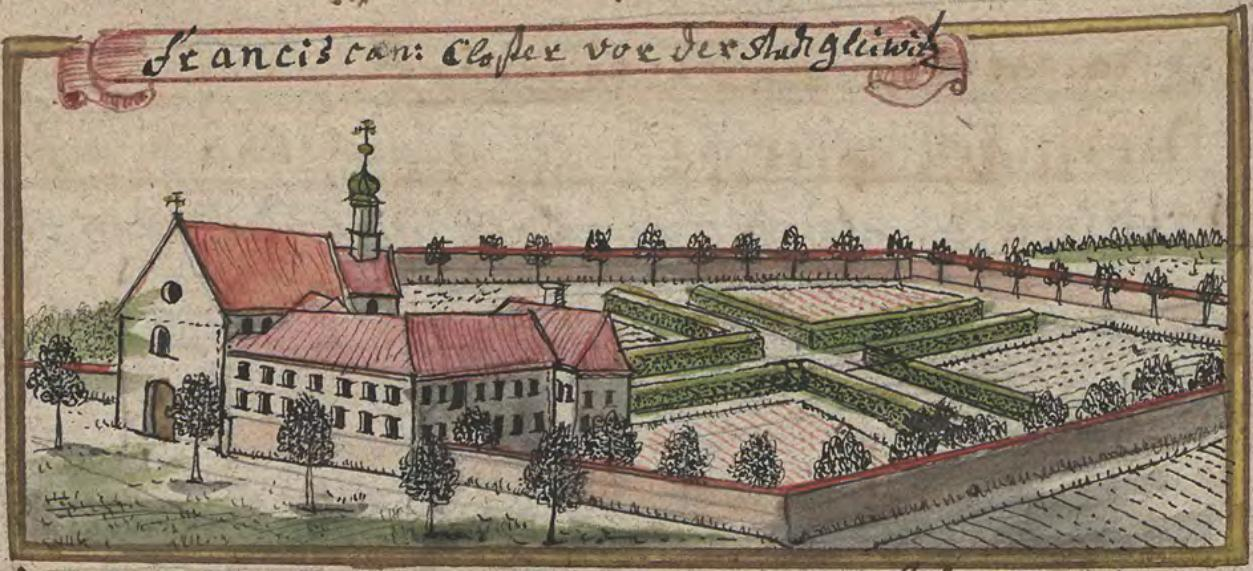
Das Franziskanerkloster im 18. Jahrhundert

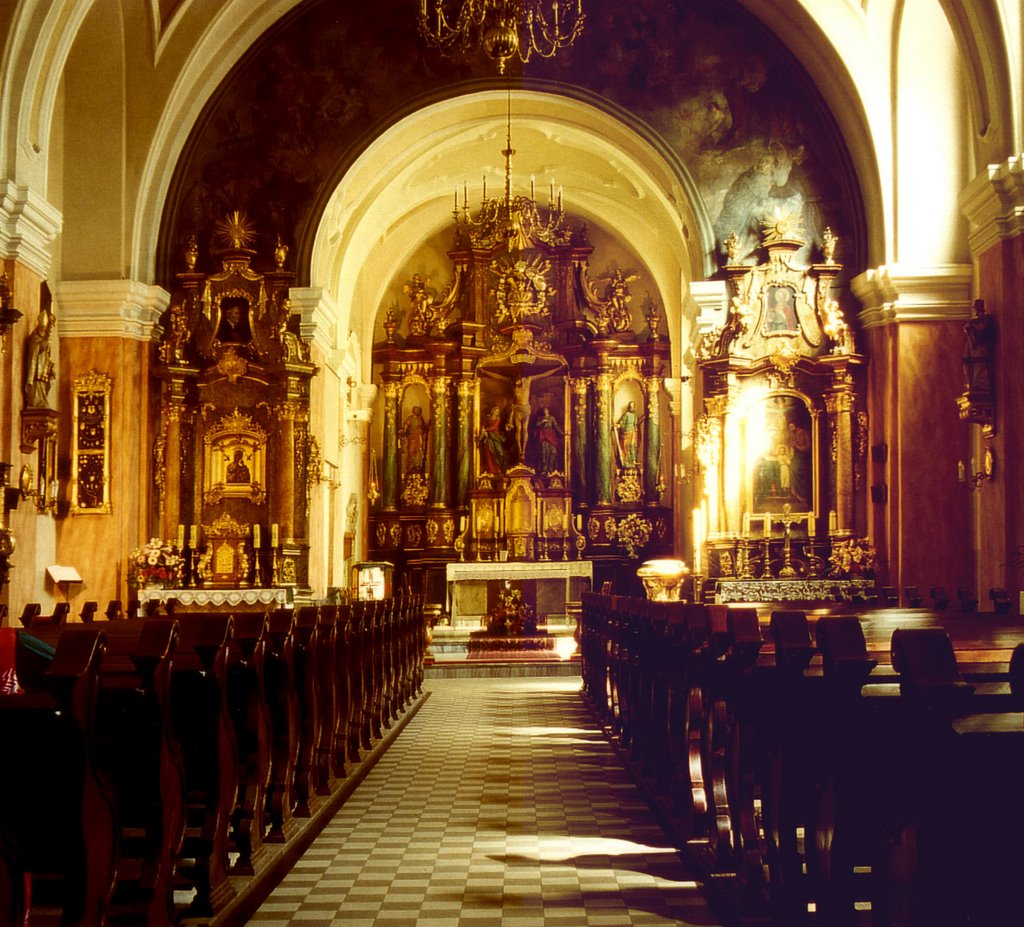
Blick in den Innenraum

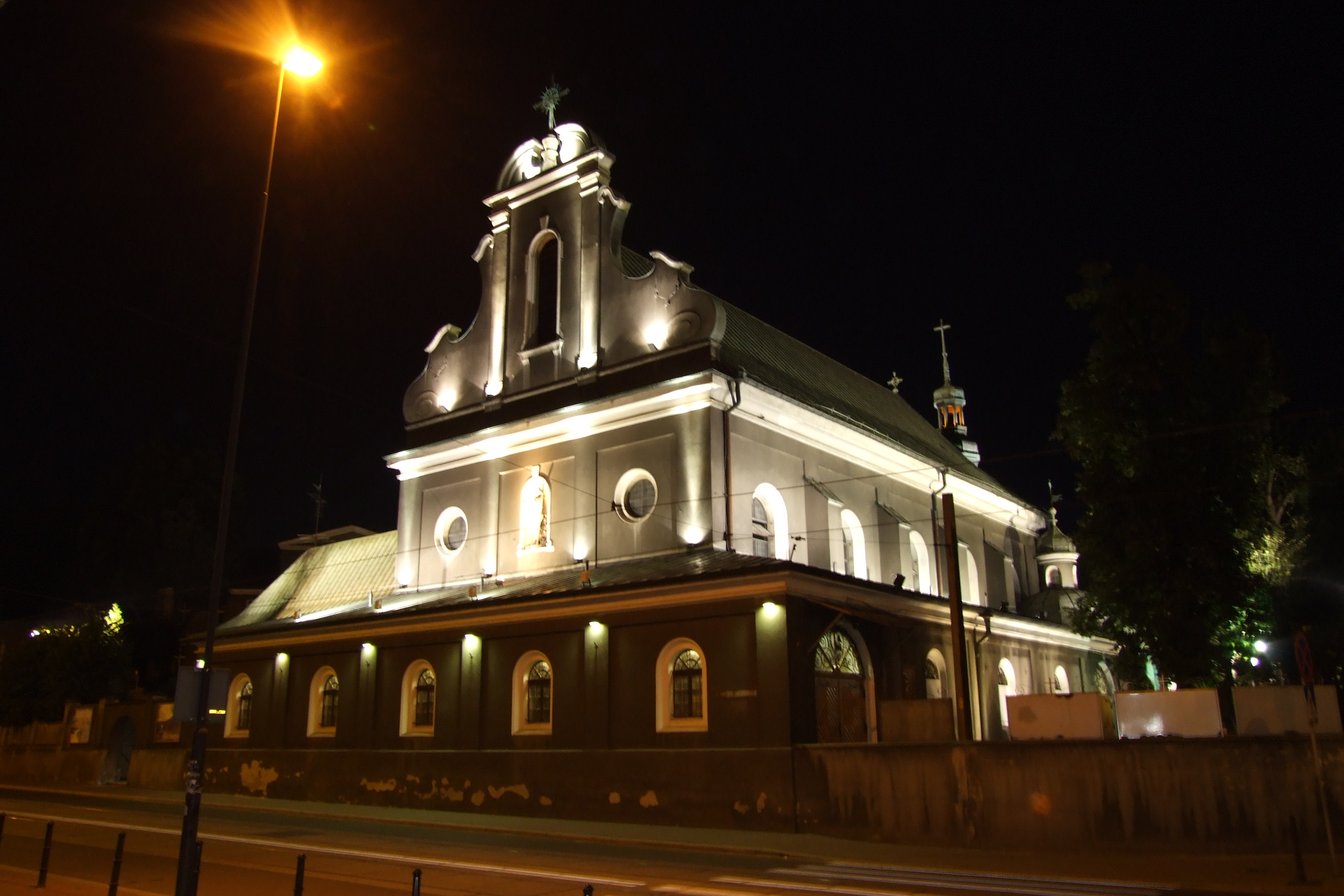
Kirche bei Nacht

Orgel von Klimosch und Dürschlag

Hier an der Gabelung der Wege nach Ratibor und Cosel soll schon 1409 ein hölzernes Kreuz gestanden haben, das 1515 durch eine kleine hölzerne Kirche ersetzt wurde. 1623 entstand an dieser Stelle ein Kloster und eine Kirche der Franziskaner-Reformaten. In dem Kloster hielt sich vom 22. bis zum 23. August 1683 der polnische König Johann III. Sobieski auf seinem Weg nach Wien auf. Zur Erinnerung daran wurden Linden gepflanzt, von denen die letzte noch 1929 stand. An den Aufenthalt erinnern heute zwei Tafeln am Rathaus von Gliwice. Das Kloster wurde bis ins 18. Jahrhundert genutzt. 1810 wurde es infolge der Säkularisation in ein katholisches Gymnasium umgewandelt, die Klosterkirche wurde zur Gymnasialkirche, die von der Schulgemeinde für Gottesdienste genutzt wurde. 1921 wurden die Klostergebäude und die Gymnasialkirche vom Redemptoristenorden übernommen. Die Kirche wurde durch Stadtbaurat Karl Schabik vergrößert und neobarock umgestaltet. Danach wurde sie mit dem Patrozinium „Zum Heiligen Kreuz“ geweiht und bot Platz für 2.000 Gläubige.
1980 geriet die Kirche in Brand, konnte aber nach drei Jahren wieder genutzt werden.

## Orgel
Die Orgel wurde 1925 erbaut. Das Schleifladen-Instrument hat 25 Register auf zwei Manualwerken und Pedal. Die Trakturen sind pneumatisch.
| I Hauptwerk C–f3 |               |       |
| 1.               | Bordun        | 16′   |
| 2.               | Principal     | 8′    |
| 3.               | Doppelflöte   | 8′    |
| 4.               | Gambe         | 8′    |
| 5.               | Octave        | 4′    |
| 6.               | Hohlflöte     | 4′    |
| 7.               | Quinte        | 2 ⁄3′ |
| 8.               | Octave        | 2′    |
| 9.               | Mixtur II-III |       |
| 10.              | Trompete      | 8′    |

| II Nebenwerk C–f3 |                  |       |
| 11.               | Geigen principal | 8′    |
| 12.               | Portunal         | 8′    |
| 13.               | Quintatön        | 8′    |
| 14.               | Violine          | 8′    |
| 15.               | Vox coelestis    | 8′    |
| 16.               | Prestant         | 4′    |
| 17.               | Traversflöte     | 4′    |
| 18.               | Piccolo          | 2′    |
| 19.               | Sifflet          | 1 ⁄3′ |
| 20.               | Oboe             | 8′    |

| Pedal C–d1 |          |     |
| 21.        | Violon   | 16′ |
| 22.        | Subbass  | 16′ |
| 23.        | Echobass | 16′ |
| 24.        | Cello    | 8′  |
| 25.        | Posaune  | 16′ |